# 橋本勘五郎

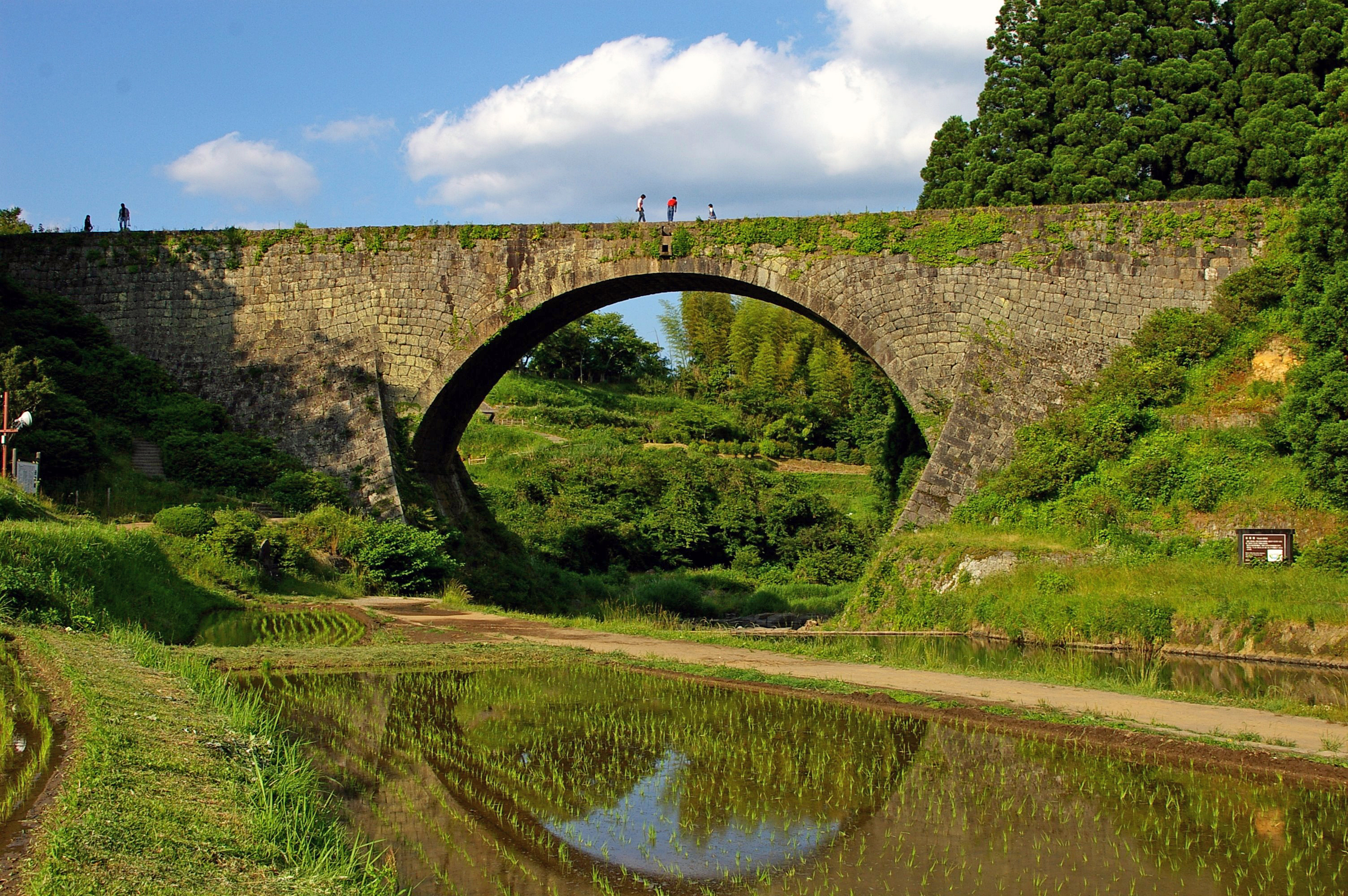
通潤橋・熊本

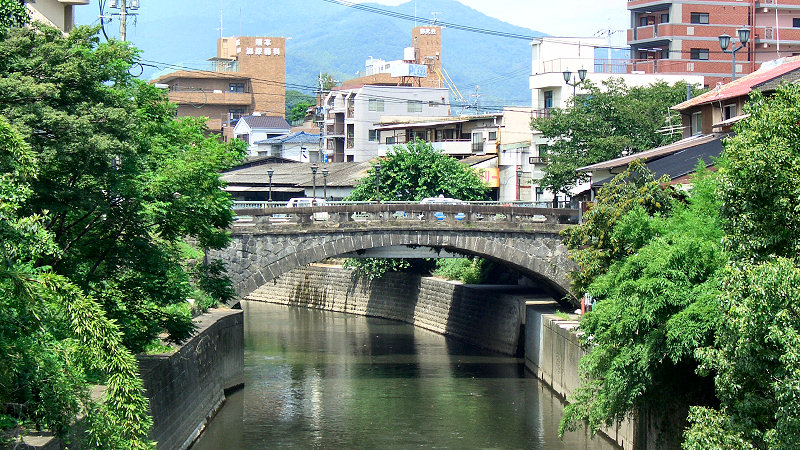
明八橋

橋本勘五郎（はしもとかんごろう、文政5年（1822年） - 明治30年（1897年））は、江戸時代末期から明治時代にかけて活躍した肥後藩の石工である。

## 概要
元の名は「丈八」。肥後の通潤橋に携わり、東京でも幾つかの石橋の建設に参加している。種山石工の一人。

## 生涯
嘉八の三男として文政5年（1822年）、肥後藩種山村（現・熊本県八代市）に生まれる。種山石工の祖、藤原林七は祖父にあたる。石工としての技術を学んだ丈八は、兄弟の卯助、宇市とともに若いころからアーチ型石橋を架け続ける。弘化4年（1847年）、丈八26歳のとき卯助を助け霊台橋（現・下益城郡美里町）を6か月で完成させ、その5年後、今度は宇市のもとで通潤橋（現・上益城郡山都町）を建造した。通潤橋の架橋後、肥後藩より苗字帯刀を許され、橋本勘五郎と名を改められた。
明治4年（1871年）、明治政府に招かれ宮内省土木寮勤めとなり、万世橋を明治6年（1873年）に、翌年に浅草橋と蓬莱橋、そしてさらに翌年に江戸橋と京橋の建設に参加した。皇居の二重橋（正門石橋）にも関わったと言われるが、明治20年（1887年）完成なので疑問が残る。明治6年（1873年）5月に大手門内の石橋を修理したと言われるが、具体的にどの橋か判らない。明治7年（1874年）元日には歌会始に出席し、同年秋に帰郷した。
熊本に戻ってからは熊本市の明八橋、明十橋、菊池市の竜門橋の建設を指揮した。明治30年（1897年）、種山村にて76歳で死去。八代市東陽町北の石匠館の近くに生家が残っている。

## 代表作
- 通潤橋（熊本県上益城郡山都町）
- 霊台橋（熊本県下益城郡美里町）
- 明八橋
- 明十橋
- 万世橋（解体）
- 浅草橋（解体）
- 江戸橋（解体）
- 京橋（解体）
- 洗玉眼鏡橋（福岡県八女市上陽町）

※ 具体的に幾つの橋を架けたかは定かでない。